# Daniela Simons
Daniela Simons (por vezes escrito Daniela Simmons) é uma cantora italo-suíça, nascida em 1961 na cidade italiana de Perúgia.  Ela representou a Suíça no Festival Eurovisão da Canção 1986 em Bergen com a canção "Pas pour moi". A canção terminou em segundo lugar, atrás da canção da Bélgica. Simmons havia feito tentativas anteriores para representar a Suíça. Em 1983 ela ficou em último lugar na selecção nacional com "Dis moi tout", mas ficou em segundo lugar em 1985 com "Repars a zero". Simmons fez uma tentativa da Eurovisão ainda em 1991, mas terminou em segundo lugar na final nacional com "Come finira?".